# Parapionosyllis elegans
Parapionosyllis elegans är en ringmaskart som först beskrevs av Pierantoni 1903.  Parapionosyllis elegans ingår i släktet Parapionosyllis och familjen Syllidae. Inga underarter finns listade i Catalogue of Life.